# 森本組
株式会社森本組（もりもとぐみ）は、大阪市中央区に本社を置く建設会社（ゼネコン）である。大豊建設の100%子会社。

## 概要
奈良で創業し、大阪に本拠地を置くゼネコン（土木・建築）である。ただし、売上の過半は東日本（東北支店と東京支店）で占める。
2003年10月に負債総額2,153億円を抱えて民事再生法を申請し、大豊建設がスポンサーとなり、現在に至る。

## 沿革
- 1890年4月 - 創業
- 1944年7月 - （旧）株式会社森本組設立
- 1963年4月 大阪証券取引所第2部に株式上場
- 1973年8月 大阪証券取引所第1部へ指定換え
- 2003年10月 - 民事再生法を申請
- 2004年3月 - 大豊建設の子会社の「黒岩石材工業株式会社」（1975年4月設立）に営業譲渡し、同社を（新）株式会社森本組へ改称[2]

## 施工物件
- 阪神なんば線西九条駅～九条駅